# Mikkel Klint Thorius
Mikkel Klint Thorius (født 1992 i Tårnby) er en dansk stand-up-komiker.

## Karriere
I 2013 var han finalist ved DM i stand-up-comedy.
I 2015 deltog han i Testkaninerne på TV 2.
Han har været medforfatter på Nørgaards netfix med Martin Nørgaard, der blev sendt fra 2014 til 2016.
I 2016 og 2017 medvirkede han i Comedy Aid. I 2017 vandt han Comedy Fight Club. Året efter lavede han Hvid Skyld, der blev lagt på Netflix.
I 2017 startede Mikkel Klint Thorius podcasten Den Ugentlige Podcast sammen med komikeren Jacob Wilson. I podcasten snakker Mikkel og Jacob om alt muligt, lige fra krige, moderne teknologi, comedy m.m.
I 2022 medvirkede han i første afsnit af Fuhlendorff og de skøre riddere.
I 2023 startede Mikkel Klint Thorius podcasten Dybt Go' Nat DK sammen med komikeren Michael Schøt. I podcasten inddeles en række komikere på to hold, og kommenterer på komisk vis aktuelle nyheder i en game-show format, hvor formålet er at samle flest point. Mikkel og Michael skiftes til at være vært på programmet og til selv at deltage på et af de to hold.
I 2024 deltog han i underholdningsprogrammet Roasted - Verdens Sjoveste Ferie på Amazon Prime Video.
I 2025 deltager han i sæson 9 af Stormester.

## One-man shows
- Hvid skyld (2018)
- Vanvittigt (2020)
- 100% Måske (2023 - 2024)

## Filmografi
Tv
| År   | Title                            | Role             | Note                                   |
| ---- | -------------------------------- | ---------------- | -------------------------------------- |
| 2016 | Simon Talbots Sketch Show        | Assassin's Creed | S1.E2; "Episode #1.2"                  |
| 2018 | DM i stand-up-comedy             | Sig selv         |                                        |
| 2021 | Jaget vildt: Kendte på flugt     | Sig selv         |                                        |
| 2021 | Klassen                          | Lejr Leder       | S11.E3; "Mia afslører sin hemmelighed" |
| 2022 | Fuhlendorff og de skøre riddere  | Sur Murdoch      | S1.E1; "De Udøde Vender Tilbage"       |
| 2023 | Forræder                         | Sig selv         | Sæson 1                                |
| 2024 | Roasted - verdens sjoveste ferie | Sig selv         | Sæson 1                                |
| 2025 | Stormester                       | Sig selv         | Sæson 9; tredjeplads                   |